# Drip Drop
"Drip Drop" er en sang af aserbajdsjanske sangerinde Safura Alizadeh, skrevet af Anders Bagge, Stefan Örn og Sandra Bjurman. Sangen repræsenterede Aserbajdsjan ved Eurovision Song Contest 2010 i maj 2010. Alizadehs sang blev udvalgt af en jury fra den aserbajdsjanske tv-station İctimai Televiziya və Radio Yayımları Şirkəti (ITV). Ved finalen den 29. maj 2010, kom "Drip Drop" på en femteplads.
| Musik | Spire Denne musikartikel er en spire som bør udbygges. Du er velkommen til at hjælpe Wikipedia ved at udvide den. |